# Veine jugulaire antérieure
La veine jugulaire antérieure est une veine du cou.

## Trajet
La veine jugulaire antérieure nait dans la région sushyoïdienne près de l'os hyoïde par la confluence de plusieurs veines superficielles de la région sous-maxillaire. Ses affluents sont des veines laryngées et parfois une petite veine thyroïdienne.
Elle descend entre la ligne médiane et le bord antérieur du muscle sterno-cléido-mastoïdien et, à la partie inférieure du cou, passe sous ce muscle se terminer dans la veine sous-clavière ou dans la veine jugulaire interne ou à la confluence de ces deux veines.
Juste au-dessus du sternum, les deux veines jugulaires antérieures s'anastomosent par un tronc transversal qui reçoit des affluents des veines thyroïdiennes inférieures.
La veine ne possède pas de valves.
Le long de son trajet se trouvent les nœuds lymphatiques prétrachéaux de part et d'autre de la ligne médiane.

### Variation
La veine jugulaire antérieure varie considérablement en taille généralement en proportion inverse à la veine jugulaire externe.
Le plus souvent, il existe deux jugulaires antérieures, une de chaque côté. Cependant, il n'y en a parfois qu'une ou deux homolatérales pouvant traverser la ligne médiane.

## Aspect clinique

### Échographie
La veine jugulaire antérieure est facilement identifiée à l'aide d'une échographie du cou.

### Trachéotomie
La variation importante du parcours des veines et de leur nombre est une cause du risque de dommage de la veine jugulaire antérieure au cours de la trachéotomie, ceci provoquant un saignement important. La réalisation d'une incision médiane permet d'éviter la veine jugulaire antérieure.

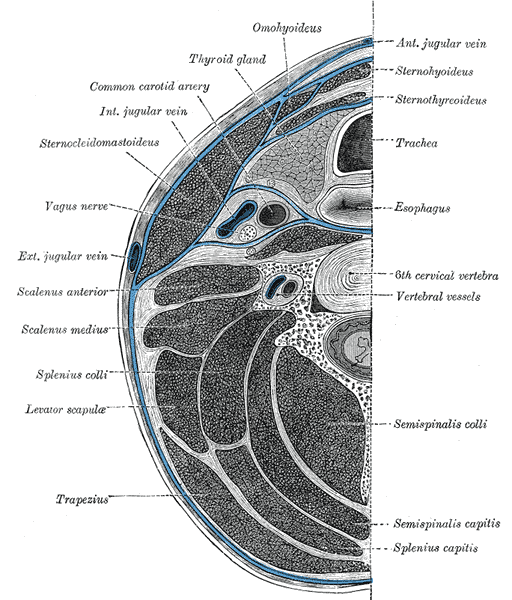
Section du cou à peu près au niveau de la sixième vertèbre cervicale.
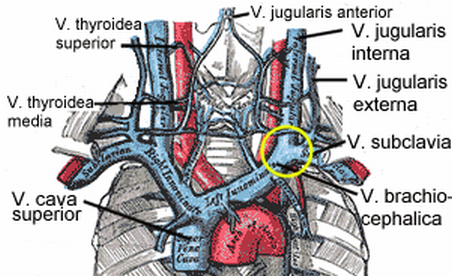
Veines du cou et du thorax.